# Esteban González (calciatore)
Esteban Fernando González Sánchez (Buenos Aires, 14 gennaio 1962) è un procuratore sportivo ed ex calciatore argentino, di ruolo attaccante.
È stato vincitore del campionato di calcio argentino con tre squadre differenti ed è stato anche convocato nella Nazionale di calcio dell'Argentina.

## Carriera
González iniziò la sua carriera professionistica nel 1982 con il Ferro Carril Oeste, con cui vinse 2 volte il Campionato Nacional (nel 1982 e nel 1984). Il calciatore subì nel 1984 un incidente stradale, con conseguente lussazione del bacino, rottura del cranio e fratture multiple, mettendo a serio rischio la carriera calcistica. Nonostante ciò riuscì a riprendersi e proseguì con il Ferro Carril fino al 1987, quando passò al Deportivo Español.
Nel 1988 sì trasferì in Spagna al Málaga, ma dopo una sola stagione fece ritorno in Argentina, passando al Vélez Sársfield. Nella seconda stagione con il Vélez, segnò 18 gol che gli valsero il titolo di capocannoniere del campionato argentino. González contribuì poi alla vittoria del Velez nel campionato di Clausura del 1993, a 25 anni di distanza dall'ultimo titolo del club, e alla conquista della Copa Libertadores nel 1994.
Nel 1994 González si trasferì al San Lorenzo de Almagro, con cui vinse il campionato di Clausura del 1995, per poi terminare la sua carriera in Primera B Nacional (la Serie B argentina) con il Quilmes.
Dopo il suo ritiro González svolse il ruolo di viceallenatore al fianco di Oscar Ruggeri nel San Lorenzo, per poi diventare un procuratore sportivo.

## Palmarès

### Club

#### Competizioni nazionali
- Campionato argentino: 4

Ferro Carril Oeste: Nacional 1982, Nacional 1984
Vélez Sarsfield: Clausura 1993
San Lorenzo: Clausura 1995

#### Competizioni internazionali
- Coppa Libertadores: 1

Vélez Sarsfield: 1994

### Individuale
- Capocannoniere del campionato argentino: 1

1990-1991 (18 reti)